# Baglipeye (Kelbajar)
Baglipeye (en azéri : Bağlıpəyə) est un village situé dans le raion de Kelbadjar en Azerbaïdjan.

## Géographie
Le village est situé sur la rive du Tartar, à 25 km au nord-est de Kelbadjar.

## Histoire
De 1993 à 2020, le village, alors appelé Nor Erkej (en arménien : Նոր Էրքեջ), était une communauté rurale de la province de Chahoumian dans la république du Haut-Karabagh. 
À l'issue de la deuxième guerre du Haut-Karabakh de l'automne 2020, un accord est conclu entre l'Arménie, l'Azerbaïdjan et la Russie. Conformément à celui-ci, les troupes arméniennes évacuent la région de Kelbadjar qui est restituée à l'Azerbaïdjan le 25 novembre.